# Provincia de Condorcanqui
La provincia de Condorcanqui es una de las siete que conforman el departamento de Amazonas en la zona nororiental del Perú. Limita por el noroeste con Ecuador, por el este con el departamento de Loreto, por el sur con las provincias de Bongará y Utcubamba, y por el suroeste con la provincia de Bagua.
Fue el lugar principal donde se desarrolló la guerra del Cenepa en 1995.

## Creación política
La provincia de Condorcanqui fue establecida mediante la  Ley n.º 23832, del 18 de mayo de 1984, promulgada por Fernando Belaúnde Terry en su segundo gobierno.

## Geografía
Esta provincia es la más norteña de la región y la más extensa. En su territorio se llevó a cabo el conflicto armado del Cenepa entre las repúblicas del Perú y Ecuador el año 1995.

## División política
Esta provincia se fragmenta en tres distritos:
1. El Cenepa
2. Nieva
3. Río Santiago

## Capital
La capital de esta provincia es la ciudad de Santa María de Nieva, ubicada sobre los 222 m s. n. m.

## Turismo
- Pongo de Manseriche (distrito de Rio Santiago): Es un desfiladero de 12 km de largo por 45 m de ancho (en su parte más angosta), que concentra las aguas hasta causar un estruendo que se extiende sobre varios kilómetros a la redonda.

## Autoridades

### Regionales
- Consejeros regionales
  - 2019-2022[1]

  1. Dinenson Petsa Ijisan (Sentimiento Amazonense Regional)
  2. Leandro Calvo Nantip (Movimiento Político Regional Energía Comunal Amazónica)

### Municipales
- 2019-2022[1]
  - Alcalde: Héctor Orlando Requejo Longinote, de Sentimiento Amazonense Regional.
  - Regidores:

  1. Ananias Shawit Kasen (Sentimiento Amazonense Regional)
  2. Nixon Intakea Chumpi (Sentimiento Amazonense Regional)
  3. María Lesli Caicharo Miguel (Sentimiento Amazonense Regional)
  4. Moisés López Vivanco (Sentimiento Amazonense Regional)
  5. Milgue Ugkuch Antun (Sentimiento Amazonense Regional)
  6. Fisher Ukuncham Shikiu (Sentimiento Amazonense Regional)
  7. Adriana Taish Ujucam (Movimiento Político Regional Energía Comunal Amazónica)
  8. Jackson Schiller Coronel del Águila (Movimiento Regional Fuerza Amazonense)
  9. Nelida Olaechea Kantash (Movimiento Regional Amazonense Unidos al Campo)

## Festividades
- 18 de mayo: Aniversario de creación de la provincia de Condorcanqui
- 24 de junio: Fiesta Costumbrista de San Juan Bautista, patrono del asentamiento humano Juan Velasco Alvarado.
- 13 de octubre: Fiesta Patronal en honor a la Virgen de Fátima, patrona de Santa María de Nieva.

## Religión
Desde el punto de vista jerárquico de la Iglesia católica, forma parte del vicariato apostólico de San Francisco Javier, también conocido como vicariato apostólico de Jaén en el Perú.